# لوكا بيلكي
لوكا بيلكي هو لاعب كرة قدم صربي في مركز نصف الجناح، ولد في 18 أبريل 1996 في بانتشيفو في صربيا. شارك مع منتخب صربيا تحت 17 سنة لكرة القدم ومنتخب صربيا تحت 19 سنة لكرة القدم. أما مع النوادي، فقد لعب مع نادي أو إف كيه بيوغراد ووست هام يونايتد.

## وصلات خارجية
- لوكا بيلكي على موقع الاتحاد الأوربي (الإنجليزية)
- لوكا بيلكي على موقع قاعدة بيانات كرة القدم.إي يو (الإنجليزية)
- لوكا بيلكي على موقع Soccerway.com (الإنجليزية)